# Cleantioides emarginata
Cleantioides emarginata is een pissebed uit de familie Holognathidae. De wetenschappelijke naam van de soort is voor het eerst geldig gepubliceerd in 1992 door Kwon & Kim.